# Лемури (міфологія)
Лему́ри (лат. Lemures) — у римській міфології — подібні до ларвів духи померлих, які вночі блукають землею у вигляді відьом і кістяків. Їм були присвячені нічні обряди — Лемурія, під час яких у визначені травневі дні зачиняли храми й забороняли справляти весілля.
Лемури були відображені у творі Гете «Фауст».